# Бентон-Гарбор (Мічиган)
Бентон-Гарбор (англ. Benton Harbor) — місто (англ. city) в США, в окрузі Беррієн штату Мічиган. Населення — 9103 особи (2020).

## Географія
Бентон-Гарбор розташований за координатами 42°6′51″ пн. ш. 86°26′48″ зх. д. / 42.11417° пн. ш. 86.44667° зх. д. (42.114158, -86.446772).  За даними Бюро перепису населення США в 2010 році місто мало площу 12,12 км², з яких 11,47 км² — суходіл та 0,66 км² — водойми.

### Клімат
| Клімат : Бентон-Гарбор                                          | Клімат : Бентон-Гарбор | Клімат : Бентон-Гарбор | Клімат : Бентон-Гарбор | Клімат : Бентон-Гарбор | Клімат : Бентон-Гарбор | Клімат : Бентон-Гарбор | Клімат : Бентон-Гарбор | Клімат : Бентон-Гарбор | Клімат : Бентон-Гарбор | Клімат : Бентон-Гарбор | Клімат : Бентон-Гарбор | Клімат : Бентон-Гарбор | Клімат : Бентон-Гарбор |
| Показник                                                        | Січ.                   | Лют.                   | Бер.                   | Квіт.                  | Трав.                  | Черв.                  | Лип.                   | Серп.                  | Вер.                   | Жовт.                  | Лист.                  | Груд.                  | Рік                    |
| Абсолютний максимум, °C                                         | 20,0                   | 21,7                   | 28,9                   | 32,2                   | 35,0                   | 40,0                   | 40,0                   | 37,8                   | 36,7                   | 34,4                   | 27,8                   | 20,6                   | 40,0                   |
| Середній максимум, °C                                           | −1                     | 1,4                    | 7,2                    | 13,4                   | 19,9                   | 25,0                   | 27,2                   | 26,4                   | 22,5                   | 16,2                   | 8,3                    | 1,5                    | 14,0                   |
| Середній мінімум, °C                                            | −8,1                   | −6,8                   | −2,5                   | 2,6                    | 8,0                    | 13,4                   | 16,1                   | 14,9                   | 10,9                   | 5,4                    | 0,3                    | −5,2                   | 4,1                    |
| Абсолютний мінімум, °C                                          | −29,4                  | −25                    | −21,1                  | −12,8                  | −5                     | −0,6                   | 2,8                    | 2,2                    | −5                     | −9,4                   | −28,3                  | −26,1                  | −29,4                  |
| Норма опадів, мм                                                | 59                     | 43                     | 62                     | 96                     | 85                     | 90                     | 82                     | 88                     | 106                    | 78                     | 84                     | 69                     | 941                    |
| Днів з опадами                                                  | 11,9                   | 9,6                    | 10,3                   | 12,3                   | 10,5                   | 9,8                    | 8,5                    | 9,6                    | 9,7                    | 11,1                   | 11,2                   | 13,0                   | 127,6                  |
| Днів зі снігом                                                  | 9,2                    | 6,4                    | 2,9                    | 0,5                    | 0                      | 0                      | 0                      | 0                      | 0                      | 0,2                    | 2,0                    | 7,7                    | 28,8                   |
| --------------------------------------------------------------- | ---------------------- | ---------------------- | ---------------------- | ---------------------- | ---------------------- | ---------------------- | ---------------------- | ---------------------- | ---------------------- | ---------------------- | ---------------------- | ---------------------- | ---------------------- |
| Джерело: Midwestern Regional Climate Center (normals 1971−2000) |                        |                        |                        |                        |                        |                        |                        |                        |                        |                        |                        |                        |                        |

## Демографія
Згідно з переписом 2010 року, у місті мешкало 10 038 осіб у 3548 домогосподарствах у складі 2335 родин. Густота населення становила 828 осіб/км².  Було 4329 помешкань (357/км²).
Расовий склад населення:
| - 89,2 % — чорних або афроамериканців - 7,0 % — білих - 0,3 % — корінних американців - 0,1 % — азіатів |

До двох чи більше рас належало 2,6 %. Частка іспаномовних становила 2,2 % від усіх жителів.
За віковим діапазоном населення розподілялося таким чином: 35,1 % — особи молодші 18 років, 57,2 % — особи у віці 18—64 років, 7,7 % — особи у віці 65 років та старші. Медіана віку мешканця становила 28,3 року. На 100 осіб жіночої статі у місті припадало 86,9 чоловіків;  на 100 жінок у віці від 18 років та старших — 78,4 чоловіків також старших 18 років.
Середній дохід на одне домашнє господарство  становив 24 916 доларів США (медіана — 18 085), а середній дохід на одну сім'ю — 27 512 долари (медіана — 20 479). Медіана доходів становила 27 016 доларів для чоловіків та 24 144 долари для жінок. За межею бідності перебувало 50,3 % осіб, у тому числі 66,0 % дітей у віці до 18 років та 29,8 % осіб у віці 65 років та старших.
Цивільне працевлаштоване населення становило 3061 осіб. Основні галузі зайнятості: виробництво — 20,5 %, освіта, охорона здоров'я та соціальна допомога — 19,6 %, мистецтво, розваги та відпочинок — 15,3 %, роздрібна торгівля — 13,7 %.